# Berwickshire (circonscription du Parlement d'Écosse)
Avant les Actes d'Union de 1707, les barons du comté ou sheriffdom de Berwick (aussi appelé Merse) élisaient des commissaires pour les représenter au Parlement monocaméral d'Écosse et à la Convention des États. Le nombre des commissaires passe de deux à quatre en 1690.
Pendant le Commonwealth d'Angleterre, d'Écosse et d'Irlande le sheriffdom était représenté par Membre du Parlement au Parlement du Protectorat à Westminster. Après 1708, le Berwickshire a envoyé un membre à la Chambre des communes de Grande-Bretagne et plus tard à la Chambre des communes du Royaume-Uni.

## Liste des commissaires du comté
- 1612: William Cockburn de Langton[1]
- 1612, 1621: Robert Swinton de Swinton[2]
- 1625: James Cockburn de Ryslaw[3]
- 1630: Sir Patrick Hume de Polwarth[4]
- 1639, 1640–41, 1645–46, 1649–50: Sir David Home de Wedderburn[5]
- 1640–41: Sir William Cockburn de Langton[6]
- 1644–45: Sir Alexander Swinton[7]
- 1649, 1650, 1654–55, 1656–58, 1659–60: John Swinton of that Ilk[2]
- 1661–63: Colonel John Hume de Plandergaist [8]
- 1661–63: Sir Robert Douglas de Blaikerstone  [8]
- 1665 convention, 1667 convention, 1669–74: Sir Robert Sinclair de Longformacus[9]
- 1665 convention, 1667 convention, 1669–74, 1689 convention, 1689–90: Sir Patrick Hume de Polwarth (ennobled 1690)[4]
- 1678 convention: Sir Roger Hog de Harcarse[10]
- 1678 (convention), 1685–86, 1689 (convention), 1689–1702: Sir Archibald Cockburn de Langton[6]
- 1681–82: John Edgar de Wedderlie [11]
- 1690–1706: Sir John Home de Blackadder[12],[13]
- 1690–1702, 1702–07: Sir John Swinton[2]
- 1702–07: Sir Robert Sinclair de Longformacus[14]
- 1702-07: Sir Patrick Home de Rentoun [15]
- 1706–07:  Sir Alexander Campbell de Cesnock [15]